# Aéroport de Tenerife-Sud
Pour les articles homonymes, voir Aéroport de Tenerife.
L'aéroport de Tenerife-Sud (en espagnol : Aeropuerto de Tenerife Sur) (code IATA : TFS • code OACI : GCTS) ou aéroport international Reina Sofía est situé à 60 kilomètres de la capitale de l’île entre les municipalités de Granadilla de Abona et San Miguel et proche des villages côtiers de El Médano et Los Abrigos.

## Histoire
Dès les années 1960, et alors que l'extension de la piste de l'aéroport principal Tenerife-Nord n'est pas encore terminée, les autorités locales expriment leur désir de trouver un emplacement pour un nouvel aéroport à cause des risques de sécurité dus au microclimat existant dans la zone. Le 29 mai 1970, l'administration de l'île déclare d'utilité publique le projet de construction de l'aéroport de Tenerife-Sud. Il est voté dès l'été 1973 pour un budget de 450 millions de pesetas. Les travaux commencent en 1976 avec les voies d´accès, et la tour de contrôle est terminée en 1977.
Un an avant l'ouverture, l'aéroport Tenerife-nord connaît l'accident aérien le plus meurtrier de l'histoire de l'aviation commerciale. Cet accident précipite l'ouverture du nouvel aéroport en date du 23 octobre 1978. Le premier appareil à atterrir est un Dassault Mystère-Falcon 20 transportant la reine Sophie d'Espagne. Dans sa première année d´opération, il accueille plus d'un million de passagers.

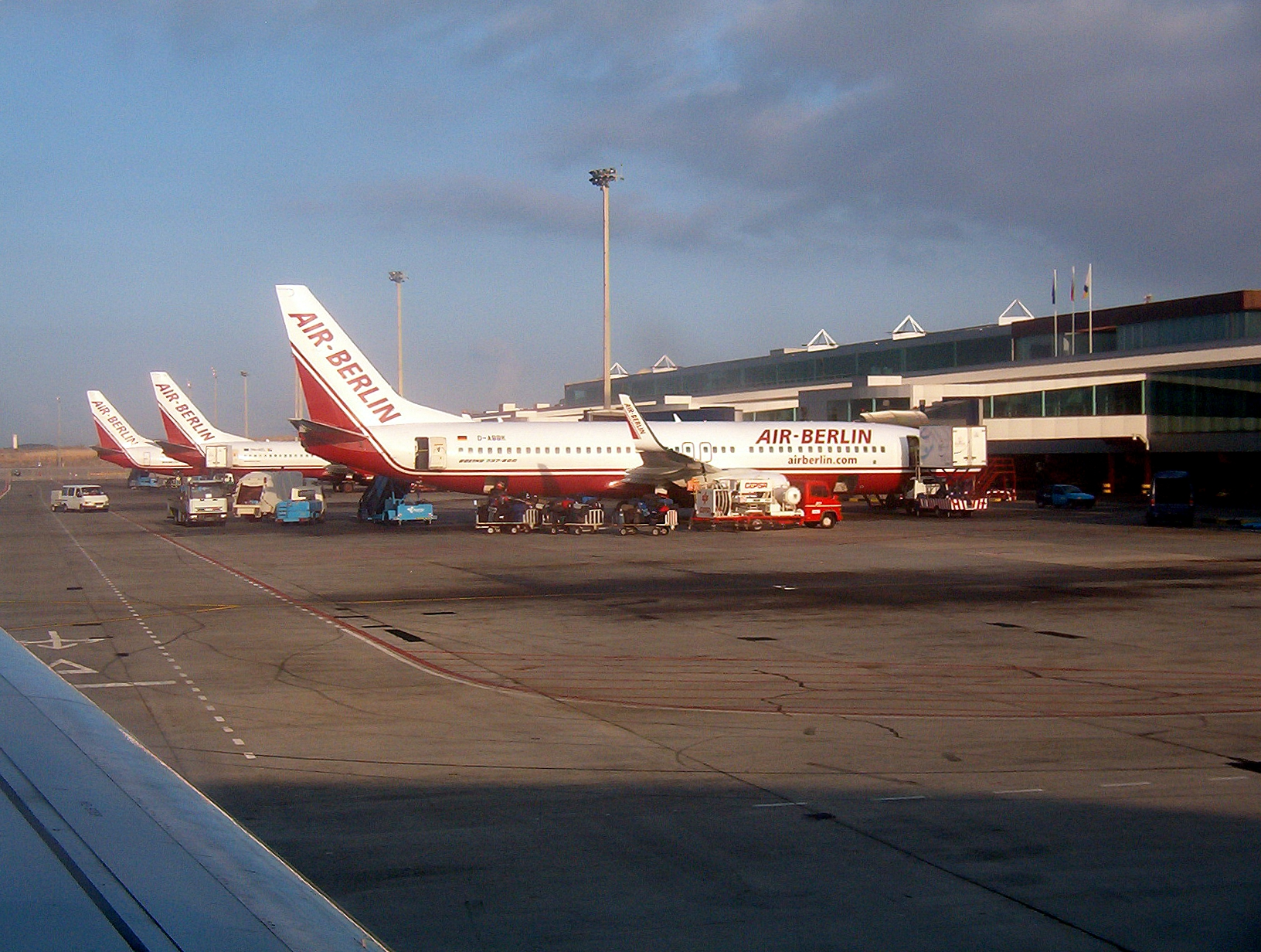
Terminal de l'aéroport.

Une modernisation du terminal de passagers coûtant plus de 30 millions d'euros s'achève en juin 2007. Le nouveau terminal de 21 400 m2 permet de porter la capacité de l'aéroport de 3 000 à 4 400 départs par heure. 
En 2009, une nouvelle modernisation est décidée portant la capacité à 7 500 départs par heure avec un nouveau bâtiment de 100 000 m2 pour un investissement total de 425 millions d´euros. Il est aussi prévu une nouvelle piste d'atterrissage de 3 200 mètres de longueur et 60 mètres de largeur et une capacité de 96 opérations par heure. Ces travaux devraient être achevés en 2020.

## Situation
| \| 20 km1:4 805 000 \| El Hierro Fuerteventura Gran Canaria La Gomera La Palma Lanzarote Tenerife-Nord Tenerife-Sud |
| 20 km1:4 805 000 |

## Trafic
En 2011, 8 656 480 passagers ont utilisé l´aéroport ainsi que 58 093 opérations de vols et 4 878 tonnes de fret. Combiné avec l'aéroport de Ténérife-Nord, l'île rassemble le plus de trafic aérien de toutes les îles Canaries, avec 12 248 673 passagers.
Pour des raisons techniques, il est temporairement impossible d'afficher le graphique qui aurait dû être présenté ici.

Voir la requête brute et les sources sur Wikidata.

## Compagnies aériennes et destinations
| Compagnies              | Destinations |
| ----------------------- | --- |
| Aer Lingus              | Dublin |
| airBaltic               | En saison: Riga, Tallinn, Tampere/Pirkkala, Vilnius |
| Air France              | En saison: Paris-Charles de Gaulle |
| Austrian Airlines       | Vienne-Schwechat |
| Binter Canarias         | Las Palmas/Gran Canaria En saison: Madère-C. Ronaldo |
| British Airways         | Londres-Gatwick, Londres-Heathrow |
| Brussels Airlines       | Bruxelles-National |
| Chair Airlines          | En saison: Zurich |
| Condor                  | - Düsseldorf, - Francfort, - Hambourg-H.-Schmidt, - Leipzig/Halle, - Munich-F. J. Strauß, - Stuttgart |
| Corendon Airlines       | Cologne/Bonn-K. Adenauer, Düsseldorf, Hanovre, Nuremberg-A. Dürer |
| Corendon Dutch Airlines | Amsterdam, Maastricht-Aix-la-Chapelle |
| easyJet                 | - Belfast, - Berlin-Brandebourg, - Bordeaux-Mérignac, - Bristol, - Édimbourg, - Liverpool-J.-Lennon, - Londres-Gatwick, - Londres-Luton, - Lyon-Saint-Exupéry, - Manchester, - Milan-Malpensa, - Nantes-Atlantique, - Nice-Côte d'Azur, - Paris-Charles de Gaulle En saison : Amsterdam, Birmingham, Glasgow, Lisbonne-H. Delgado, Naples-Capodichino |
| easyJet Switzerland     | Bâle-Mulhouse, Genève-Cointrin |
| Edelweiss Air           | Zurich |
| Eurowings               | Cologne/Bonn-K. Adenauer, Düsseldorf En saison : - Berlin-Brandebourg, - Graz-Thalerhof, - Hambourg-H.-Schmidt, - Hanovre, - Salzbourg-W. A. Mozart, - Stuttgart |
| Eurowings Discover      | En saison : Francfort |
| Finnair                 | En saison : Helsinki-Vantaa |
| Iberia Express          | Madrid-Barajas |
| Icelandair              | Reykjavik-Keflavík |
| Jet2.com                | - Belfast, - Birmingham, - Bristol, - East Midlands, - Édimbourg, - Glasgow, - Leeds-Bradford, - Londres-Stansted, - Manchester, - Newcastle |
| Lufthansa               | Francfort En saison : Munich-F. J. Strauß |
| Luxair                  | Luxembourg-Findel |
| Marabu                  | Munich-F. J. Strauß |
| Neos                    | Bologne-Borgo Panigale, Milan-Malpensa, Rome Léonard-de-Vinci/Fiumicino, Vérone - Villafranca |
| Norwegian Air Shuttle   | Copenhague-Kastrup, Oslo-Gardermoen En saison : - Aalborg, - Bergen, - Göteborg, - Helsinki-Vantaa, - Stavanger, - Stockholm-Arlanda |
| Play                    | Reykjavik-Keflavík |
| Ryanair                 | - Agadir-Al Massira, - Barcelone-El Prat, - Bergame-Orio al Serio, - Berlin-Brandebourg, - Birmingham, - Bologne-Borgo Panigale, - Bournemouth, - Bristol, - Charleroi Bruxelles-Sud, - Cologne/Bonn-K. Adenauer, - Cork, - Cracovie-Jean-Paul II, - Dublin, - East Midlands, - Édimbourg, - Glasgow Prestwick, - Leeds-Bradford, - Liverpool-J.-Lennon, - Londres-Luton, - Londres-Stansted, - Madrid-Barajas, - Malaga-Costa del Sol, - Manchester, - Marseille-Provence, - Milan-Malpensa, - Naples-Capodichino, - Newcastle, - Pise-Galileo Galilei, - Porto-F. Sá-Carneiro, - Rome Léonard-de-Vinci/Fiumicino, - Saint-Jacques-de-Compostelle, - Séville-San Pablo, - Shannon, - Trévise-Sant'Angelo, - Valence, - Varsovie-Modlin (Mazovie) En saison: - Eindhoven, - Francfort-Hahn, - Karlsruhe/Baden-Baden, - Memmingen, - Nuremberg-A. Dürer, - Paris-Beauvais, - Toulouse-Blagnac, - Weeze |
| Scandinavian Airlines   | Copenhague-Kastrup En saison: Göteborg, Oslo-Gardermoen, Stockholm-Arlanda |
| SmartWings              | Prague-Václav-Havel En saison : Brno-Tuřany |
| Sunclass Airlines       | En saison charter: - Aalborg, - Billund, - Copenhague-Kastrup, - Göteborg, - Helsinki-Vantaa, - Malmö, - Oslo-Gardermoen, - Stockholm-Arlanda |
| Sundair                 | En saison : Berlin-Brandebourg, Brême, Cassel, Dresde |
| TAP Air Portugal        | Lisbonne-H. Delgado |
| TAROM                   | En saison : Bucarest-H. Coandă |
| Transavia               | Amsterdam, Eindhoven, Groningue Eelde, Rotterdam-La Haye En saison: Bruxelles-National |
| Transavia France        | Paris-Orly En saison : Lyon-Saint-Exupéry, Nantes-Atlantique |
| TUI Airways             | - Aberdeen-Dyce, - Birmingham, - Bournemouth, - Bristol, - Cardiff-Rhoose, - Dublin, - East Midlands, - Exeter, - Glasgow, - Londres-Gatwick, - Londres-Stansted, - Manchester, - Newcastle, - Norwich En saison : Belfast, Édimbourg, Londres-Luton |
| TUI fly Belgium         | Anvers, Bruxelles-National, Liège-Bierset, Ostende-Bruges |
| TUI fly Deutschland     | Düsseldorf, Francfort, Hanovre, Munich-F. J. Strauß, Stuttgart |
| TUI fly Netherlands     | Amsterdam, Rotterdam-La Haye En saison : Eindhoven |
| TUI fly Nordic          | En saison Charter : Göteborg, Oslo-Gardermoen, Stockholm-Arlanda |
| United Airlines         | En saison : Newark-Liberty |
| Volotea                 | - Bordeaux-Mérignac, - Lyon-Saint-Exupéry, - Marseille-Provence, - Nantes-Atlantique, - Oviédo-Asturies, - Toulouse-Blagnac En saison: Bilbao, Lille Lesquin |
| Vueling                 | Barcelone-El Prat, Londres-Gatwick, Paris-Orly En saison: Amsterdam, Billund, Copenhague-Kastrup |
| Wizz Air                | - Bucarest-H. Coandă, - Budapest-Ferenc Liszt, - Katowice-Pyrzowice, - Rome Léonard-de-Vinci/Fiumicino, - Vienne-Schwechat, - Varsovie-Chopin, En saison: Venise - Marco Polo |

Édité le 05/10/2019  Actualisé le 10/05/2023

## Accès à l'aéroport

### Liaisons routières
TF1 Autoroute Principale de l’île de Tenerife